# 식스 플래그스

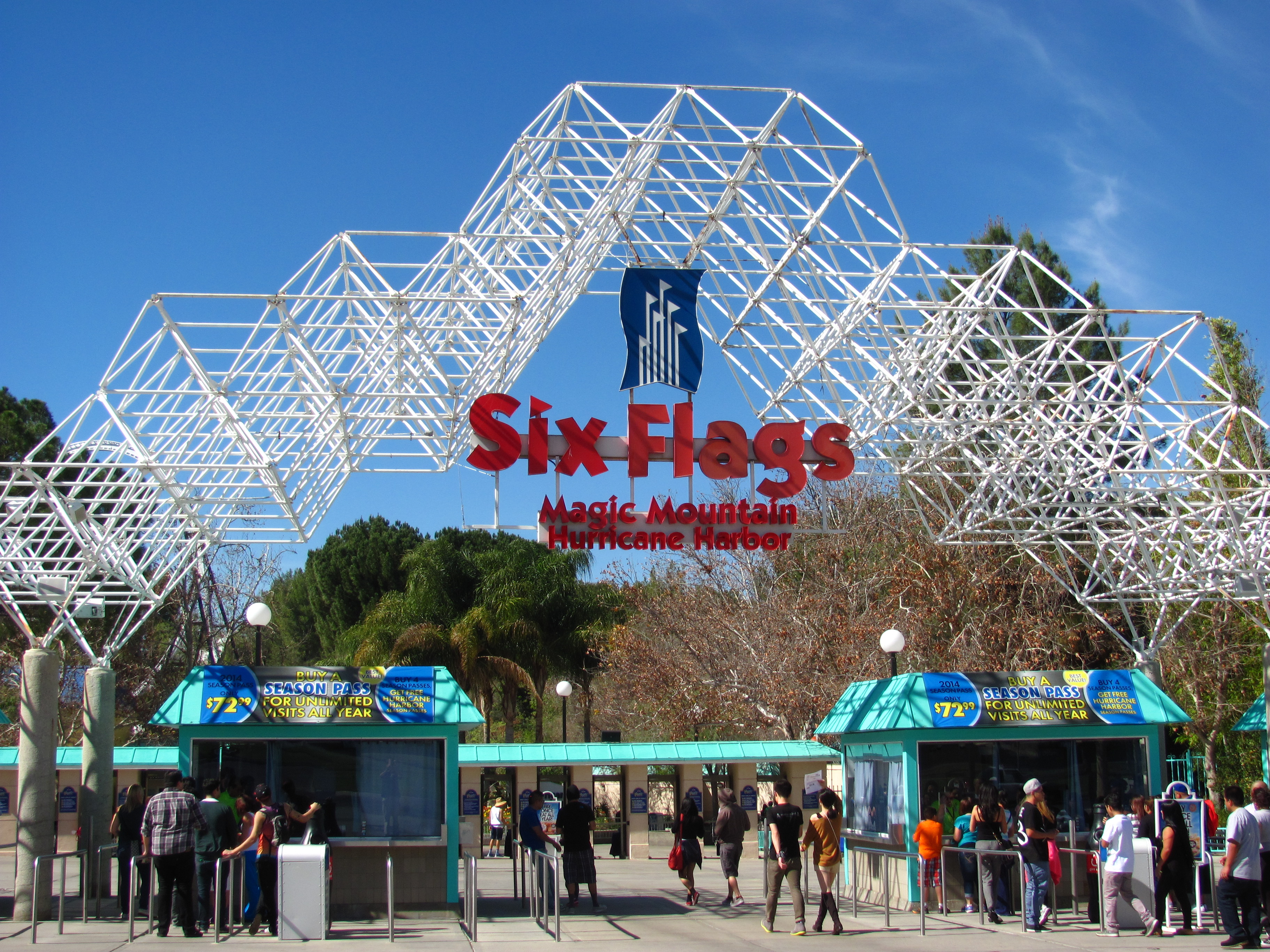
식스 플래그스 매직 마운틴 정문

식스 플래그스(Six Flags Entertainment Corp., NYSE: SIX)는 세계 최대의 놀이공원 회사이며 이용객 수에서 4위를 차지하고 있다.
이 회사는 텍사스주에 설립되었으며 식스 플래그스 오버 텍사스가 최초의 작품이다. 2009년 6월 13일에 이 회사는 챕터 11 파산 보호를 신청하였으며 11개월만인 2010년 5월 3일에 재건으로의 복귀에 성공하였다.

## 현재 소유 놀이공원
- 식스 플래그스 오버 텍사스
- 식스 플래그스 오버 조지아
- 식스 플래그스 세인트 루이스
- 식스 플래그스 그레이트 어드벤처
- 식스 플래그스 매직 마운틴
- 식스 플래그스 그레이트 아메리카
- 식스 플래그스 허리케인 하버 (캘리포니아)
- 식스 플래그스 허리케인 하버 (텍사스)
- 식스 플래그스 피에스타 텍사스
- 식스 플래그스 아메리카
- 그레이드 이스케이프 앤드 스플래시워터 킹덤
- 식스 플래그스 디스커버리 킹덤
- 식스 플래그스 뉴 잉글랜드
- 식스 플래그스 화이트 워터
- 식스 플래그스 멕시코
- 식스 플래그스 허리케인 하버
- 라롱드